# Basel-Stadt
Basel-Stadt er en kanton i Schweiz. Med et areal på 37 km2
er det den arealmæssigt mindste kanton i Schweiz. Hovedstaden er Basel. Kantonen ligger på begge sider af Rhinen og grænser til Frankrig mod vest, til Tyskland mod øst og kantonen Basel-Landschaft mod syd.
Indtil 1833 udgjorde Basel-Stadt sammen med Basel-Landschaft kantonen Basel. Før 1999 blev de to kantoner betegnet som halvkantoner, der hver havde en halv stemme i det schweiziske Ständerat. Da begrebet halvkanton imidlertid blev fjernet fra Schweiz' grundlov i 1999, har Basel-Stadt nu én stemme i Ständerat (mens de fleste andre kantoner har to stemmer).
Basel-Stadt var sammen med kantonerne Genève og Zürich blandt de tidligste områder i Europa til at udgive frimærker, og kanton-frimærket fra Basel-Stadt, kendt som Baselduen, udkom således 1. juli 1845 og var gyldigt frem til 30. september 1854, hvor det forinden var afløst af frimærker gældende for hele landet efter etablering af det samlede Schweiziske postvæsen i 1849.